# Řád zlaté ostruhy
Řád zlaté ostruhy (latinsky Ordo Militiae Auratae) je druhý nejvyšší papežský rytířský řád, udělovaný za výjimečné zvýšení slávy církve.
Jedná se o nejstarší papežský řád, který má svůj původ ve 14. století jako sdružení rytířů Militia Aurata a byl spojen s titulem palácového hraběte lateránského paláce čili apoštolským palatinátem, a tím pádem jeho udělení bylo spojeno s dědičným šlechtictvím. Postupem doby papežové udělili právo udělovat tento řád Sforzům (1539), kolegiu abreviátorů a biskupům – asistentům trůnu (1557) a došlo k masovému udělování a poklesu prestiže. Tato situace vyústila v jeho sloučení s Řádem svatého Silvestra roku 1841.
Roku 1905 byl řád obnoven papežem Piem X., a to v jedné třídě – rytíř, s tím, že nejvyšší počet žijících členů je 100. Je udělován papežským motu proprio za zásluhy a již s ním není spojeno dědičné šlechtictví.
Papežská bula z roku 1966 jeho udělení omezila na křesťanské panovníky a hlavy států.
Poslední rytíř řádu Jan Lucemburský zemřel v roce 2019 a od té doby řád nemá žádného žijícího nositele. Řádovými rytíři byli například Raffael Santi, Tizian, Giorgio Vasari, Giacomo Casanova a Wolfgang Amadeus Mozart (ve věku 14 let).